# Sojuz 12
Sojuz 12 (kod wywoławczy Урал - Ural) stanowił lot próbny nowej, przekonstruowanej wersji kapsuły Sojuz, mającej zapewnić załodze większe bezpieczeństwo po tragedii załogi Sojuza 11. Załogę kapsuły ograniczono do dwóch kosmonautów, którzy podczas startu, lądowania i innych potencjalnie niebezpiecznych manewrów, takich jak dokowanie, zakładali kombinezony kosmiczne.

## Załoga

### Podstawowa
- Wasilij Łazariew (1)
- Oleg Makarow (1)

### Rezerwowa
- Aleksiej Gubariew (1)
- Gieorgij Grieczko (1)

### Druga rezerwowa
- Piotr Klimuk (1)
- Witalij Siewastjanow (2)

## Wnioski z misji
Kosmonauci Wasilij Łazariew i Oleg Makarow ocenili, że nowa konstrukcja spisuje się bardzo dobrze.